# Ныо (волость)
Ны́о (эст. Nõo) — волость в Эстонии, в составе уезда Тартумаа.

## География
Расположена в юго-восточной части Эстонии. Площадь волости — 169,11 км². Плотность населения в 2020 году составила 25,4 человека на 1 км2.
Административный центр волости — посёлок Ныо.

## Населённые пункты
В составе волости 2 посёлка и 20 деревень.

Посёлки: Ныо, Тыравере.

Деревни: Айамаа, Алтмяэ, Висси, Войка, Илли, Кеэри, Кетнери, Колга, Кяэни, Лагуя, Луке, Меэри, Ныгиару, Сасси, Тамса, Унипиха, Уута, Энно, Этсасте, Яристе.

## Статистика
Данные Департамента статистики о волости Ныо:

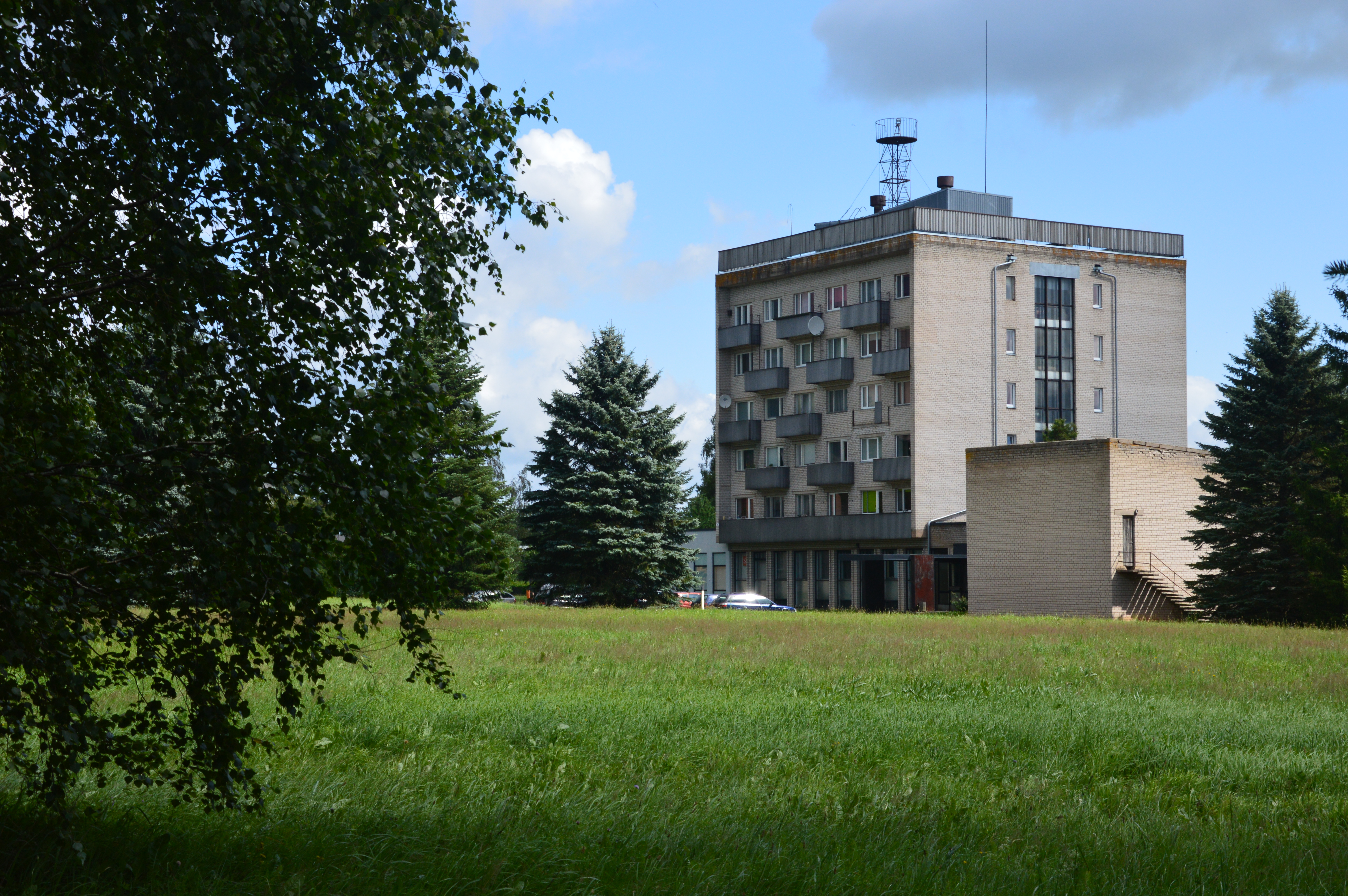
Жилой дом в Тыравере

Число жителей на 1 января каждого года:
| Год  | 2016 | 2017   | 2018   | 2019   | 2020   | 2021   | 2022   |
| ---- | ---- | ------ | ------ | ------ | ------ | ------ | ------ |
| Чел. | 3922 | ↗ 4109 | ↗ 4213 | ↗ 4291 | ↘ 4287 | ↗ 4314 | ↘ 4266 |

Число рождений:
| Год           | 2016 | 2017 | 2018 | 2019 |
| ------------- | ---- | ---- | ---- | ---- |
| Живорождённых | 34   | ↗ 38 | ↗ 54 | ↘ 53 |

Число смертей:
| Год     | 2016 | 2017 | 2018 | 2019 |
| ------- | ---- | ---- | ---- | ---- |
| Умерших | 38   | ↘ 35 | ↗ 42 | ↗ 44 |

Зарегистрированные безработные:
| Год     | 2016 | 2017 | 2018 | 2019 |
| ------- | ---- | ---- | ---- | ---- |
| Человек | 59   | ↗ 67 | ↗ 71 | ↗ 83 |

Средняя брутто-зарплата работника:
| Год  | 2016     | 2017       | 2018       | 2019       |
| ---- | -------- | ---------- | ---------- | ---------- |
| Евро | 1 030,90 | ↗ 1 105,80 | ↗ 1 175,19 | ↗ 1 252,09 |

В 2019 году волость Ныо занимала 27 место по величине средней брутто-зарплаты среди 79 муниципалитетов Эстонии.
Число учеников в школах:
| Год  | 2016 | 2017  | 2018  | 2019  |
| ---- | ---- | ----- | ----- | ----- |
| Чел. | 699  | ↗ 706 | ↗ 708 | ↗ 722 |

## Галерея

Тартуская обсерватория
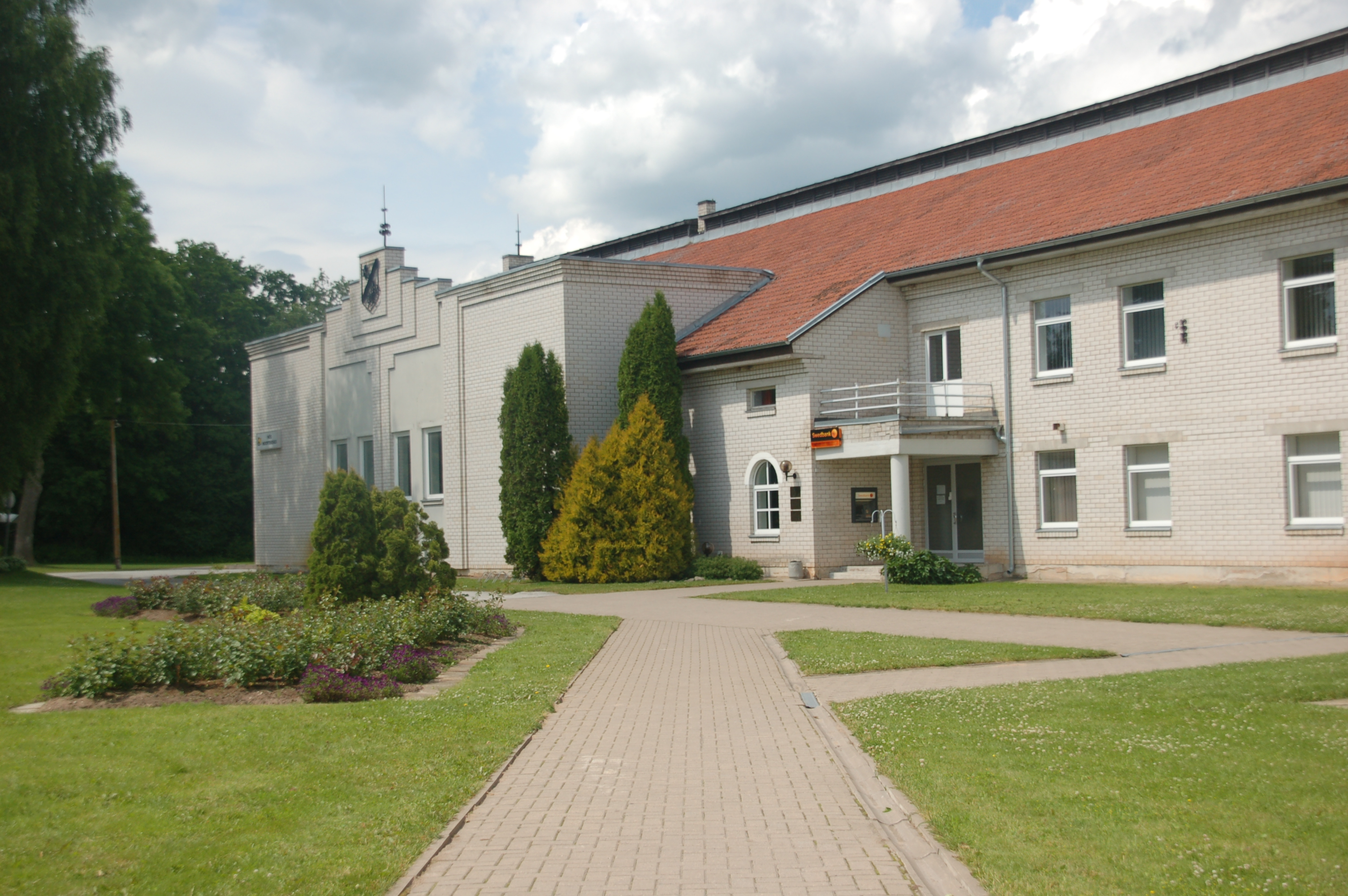
Библиотека в Ныо
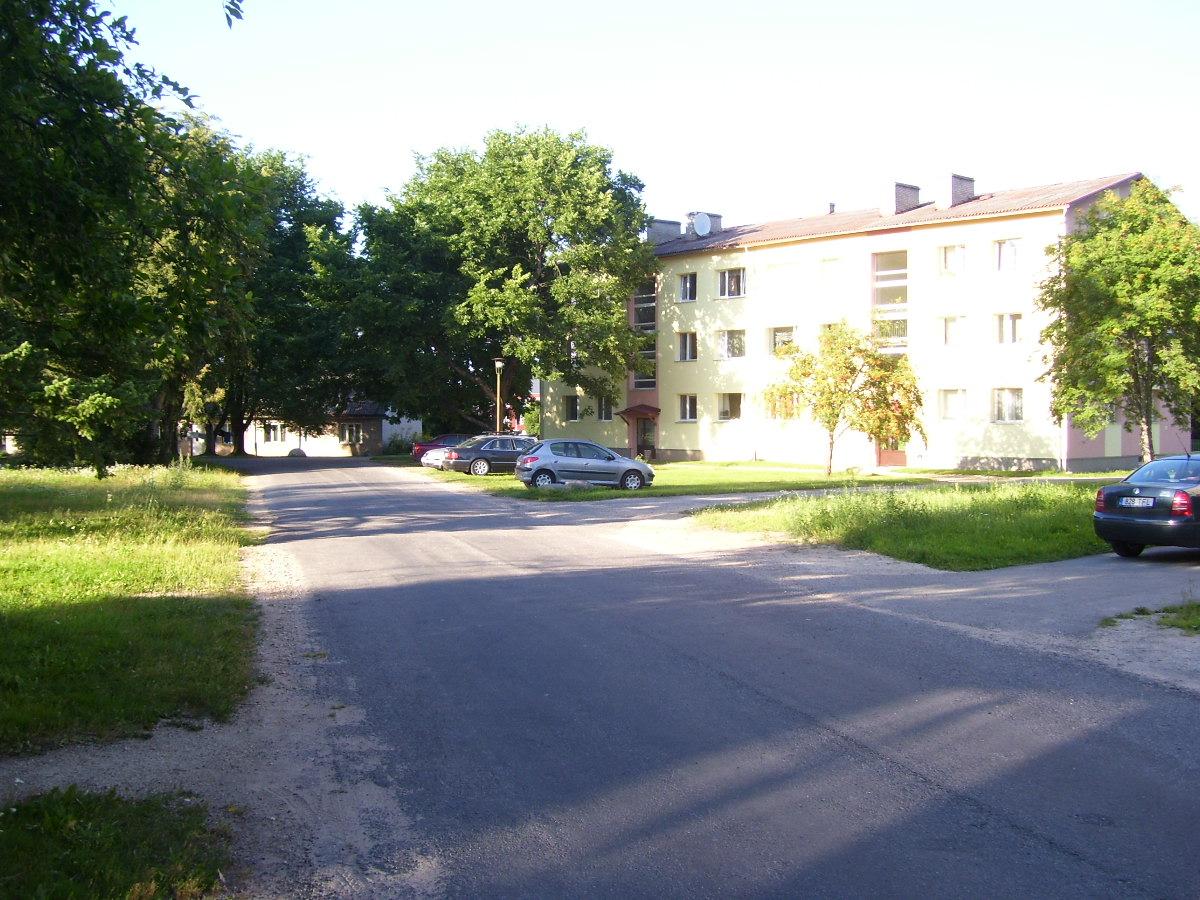
Улица Обсерватоориуми в Тыравере
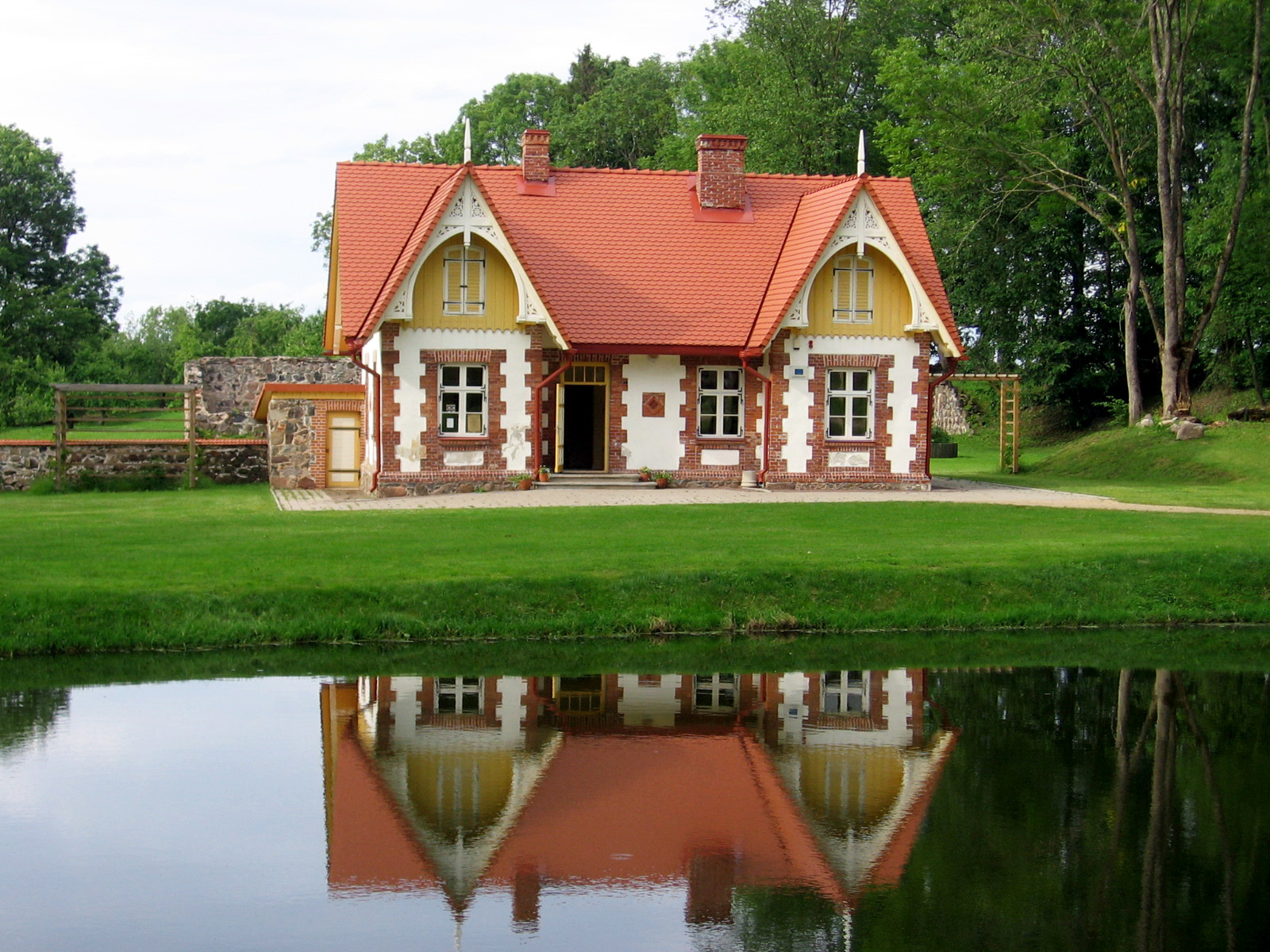
Дом садовника мызы Луке